# Гобустански рејон
Гобустански рејон (азер. Qobustan rayonu), једна је од 78 административно-територијалних јединица Азербејџана. Налази се у пределу региона Планински Ширван. Административни центар рејона се налази у граду Гобустану (који је до 2008. био познат под именом Мараза). 
Гобустански рејон обухвата површину од 1.370 km² и има 41.100 становника (подаци из 2011). 
Административно, рејон се даље дели у 26 мањих општина.